# Onicopatia
Onicopatia è un termine generico che indica un gruppo di malattie delle lamine ungueali (unghie).

## Tipologia
Possono essere diverse:
- Anonichia (assenza della lamina ungueale)
- Linee di Beau (solcature orizzontali)
- Cromonichia (cambiamento di colore della lamina)
- Leuconichia (cambiamento di colore bianco della lamina)
- Melanonichia (colorazione nera della lamina)
- Onicodistrofia (Disturbo della crescita dell'unghia dovuto a difetto di nutrimento)
- Onicogrifosi (unghia a forma d'artiglio)
- Pachionichia (ispessimento della lamina ungueale)
- Onicolisi (quando  la lamina si distacca dal letto ungueale o quando le singole lamelle non aderiscono tra di loro)
- Onicocriptosi (Crescita della porzione laterale della lamina nel derma invece che nel vallo della plica laterale)
- Perionissi (Infiammazione/Infezione del perionichio)
- Onicomicosi (Parassitazione dell'unghia da parte di miceti)
- Trachionichia e distrofia delle venti dita (lamina ungueale ruvida, opaca, fragile, solcata da striature longitudinali)